# Rhipidarctia rhodosoma
Rhipidarctia rhodosoma là một loài bướm đêm thuộc phân họ Arctiinae, họ Erebidae.